# ۱۰۵۸ (قمری)
۱۰۵۸ (قمری)، هزار و پنجاه و هشتمین سال در گاهشماری هجری قمری است. اول محرم این سال برابر با بیست و هفتم ژانویه سال ۱۶۴۸ میلادی است.